# 玉霞閣
玉霞閣位於新界荃灣象鼻山路二坡圳，供奉仙佛包括呂祖、李祖、三寶佛、瑤池老母及四面佛。

## 建造歷史
一九四九年由陳喜泰、郭煜強兩位先生創辦

## 公共交通
- 眾安街兆和街係邊專線小巴85號到馬閃排路落車然後沿路落象鼻山路